# Arcadia (Louisiana)
Arcadia ist eine Stadt (mit dem Status „Town“) und Verwaltungssitz des Bienville Parish im US-amerikanischen Bundesstaat Louisiana. Das U.S. Census Bureau hat bei der Volkszählung 2020 eine Einwohnerzahl von 2.746 ermittelt.

## Geografie
Arcadia liegt im Nordwesten Louisianas, rund 60 km südlich der Grenze zu Arkansas und rund 110 km östlich von Texas. Die geografischen Koordinaten von Arcadia sind 32°32′57″ nördlicher Breite und 92°55′13″ westlicher Länge. Das Stadtgebiet erstreckt sich über eine Fläche von 7,8 km².
Benachbarte Orte von Arcadia sind Lisbon (33 km nördlich), Simsboro (12,9 km östlich), Bryceland (13,6 km südsüdwestlich), Gibsland (13,9 km westlich), Minden (30 km nordwestlich) und Athens (17,2 km nordwestlich).
Die nächstgelegenen größeren Städte sind Louisianas Hauptstadt Baton Rouge (351 km südöstlich), Louisianas größte Stadt New Orleans (472 km in der gleichen Richtung), Lafayette (301 km südsüdöstlich), Shreveport (85,6 km westlich), Dallas in Texas (383 km in der gleichen Richtung), Arkansas’ Hauptstadt Little Rock (286 km nördlich) und Mississippis Hauptstadt Jackson (269 km östlich).

## Verkehr
Durch den Norden von Arcadia verläuft in West-Ost-Richtung die Interstate 20, die die kürzeste Verbindung von Dallas nach Jackson bildet. Parallel dazu führt der U.S. Highway 80 als Hauptstraße durch das Stadtzentrum und trifft dort mit den Louisiana Highways 9, 147, 151 und 519. Alle weiteren Straßen sind untergeordnete Landstraßen, teils unbefestigte Fahrwege sowie innerörtliche Verbindungsstraßen.
Durch Arcadia verläuft in West-Ost-Richtung eine Eisenbahnstrecke der Kansas City Southern.
Mit dem Arcadia-Bienville Parish Airport befindet sich 5,1 km südwestlich des Stadtzentrums ein kleiner Flugplatz. Die nächsten Verkehrsflughäfen sind der Shreveport Regional Airport (94,3 km westlich) und der größere Dallas/Fort Worth International Airport (417 km in der gleichen Richtung).

## Bevölkerung
Nach der Volkszählung im Jahr 2010 lebten in Arcadia 2919 Menschen in 1069 Haushalten. Die Bevölkerungsdichte betrug 374,2 Einwohner pro Quadratkilometer. In den 1069 Haushalten lebten statistisch je 2,5 Personen.
Ethnisch betrachtet setzte sich die Bevölkerung zusammen aus 31,9 Prozent Weißen, 64,9 Prozent Afroamerikanern, 0,2 Prozent amerikanischen Ureinwohnern, 0,6 Prozent Asiaten sowie 1,2 Prozent aus anderen ethnischen Gruppen; 1,1 Prozent stammten von zwei oder mehr Ethnien ab. Unabhängig von der ethnischen Zugehörigkeit waren 2,2 Prozent der Bevölkerung spanischer oder lateinamerikanischer Abstammung.
25,9 Prozent der Bevölkerung waren unter 18 Jahre alt, 54,7 Prozent waren zwischen 18 und 64 und 19,4 Prozent waren 65 Jahre oder älter. 55,2 Prozent der Bevölkerung war weiblich.
Das mittlere jährliche Einkommen eines Haushalts lag bei 20.441 USD. Das Pro-Kopf-Einkommen betrug 16.200 USD. 36,5 Prozent der Einwohner lebten unterhalb der Armutsgrenze.

## Bekannte Bewohner
- Fred Dean (1952–2020) – American-Football-Spieler – geboren in Arcadia
- Teddy Grace (1905–1992) – Jazz-Sängerin – geboren in Arcadia
- Bettye Swann (* 1944) – Soul-Sängerin – aufgewachsen in Arcadia
- Riley J. Wilson (1871–1946) – demokratischer Abgeordneter des US-Repräsentantenhauses[5] – besuchte die Schule in Arcadia